# Wolf Middendorff
Wolf Ludwig Middendorff (auch: Wolfgang Middendorff; * 6. Juni 1916 in Bielefeld; † 29. Juli 1999 in Freiburg im Breisgau) war ein deutscher Jurist. Der Schwerpunkt seiner wissenschaftlichen und publizistischen Tätigkeit war die Kriminologie.

## Leben
Wolf Middendorff wurde als Sohn des Juweliers Theodor Middendorff und dessen Frau Pauline, geb. Fuchs, in Bielefeld geboren, wo seine Eltern ein Juweliergeschäft betrieben. Im Herbst 1931 trat er dem Nationalsozialistischen Schülerbund bei, später auch der Hitlerjugend, in der er bis 1935 zum Scharführer aufstieg. 1934 zog die Familie nach Freiburg-Günterstal um. Middendorf trat zum 1. Januar 1935 der NSDAP bei (Mitgliedsnummer 3.596.133) und machte 1936 sein Abitur. Anschließend absolvierte er ein halbes Jahr Reichsarbeitsdienst und zwei Jahre Wehrdienst an der Flak. Ab 1938 studierte er Jura und wurde nach dem 2. Semester wieder zum Wehrdienst an der Flak einberufen, den er bis auf ein Semester Jura 1941/42 bis Kriegsende 1945 ableistete.
Nachdem er im August 1945 aus der amerikanischen Kriegsgefangenschaft entlassen worden war, heiratete er im September desselben Jahres in Uchte Dorothea Aring und schrieb sich 1945/46 wieder an der Universität Freiburg ein. Er schloss 1947 die erste Staatsprüfung ab. Um seine Zulassung zum juristischen Vorbereitungsdienst  zu erhalten, fälschte er den Entnazifizierungsfragebogen. Dabei spielte er seine HJ-Karriere herunter und verschwieg seine NSDAP-Mitgliedschaft.  1950 schloss er das zweite juristisches Staatsexamen ab. Er promovierte über die Jugendkriminalität nach dem Krieg in Deutschland, Frankreich und der Schweiz.
Ab 1954 war er Mitarbeiter am Max-Planck-Institut für ausländisches und internationales Strafrecht in den Bereichen Jugendkriminalität, historische Kriminologie und Verkehrskriminologie. Von 1955 bis zu seiner Pensionierung 1981 war er als Richter am Amtsgericht Freiburg für Verkehrsdelikte zuständig. 1966 lehrte er als Gastprofessor an der New York University. 1976 wurde er Honorarprofessor der Albert-Ludwigs-Universität Freiburg. Sein Versuch, 1959 mit Soziologie des Verbrechens. Erscheinungen und Wandlungen des asozialen Verhaltens eine Kriminalsoziologie zu formulieren, blieb laut René König in Ansätzen stecken, weil er wiederholt auf überkommene kriminologische Sichtweisen zurückfiel.
Wolf Middendorfs Rolle in den nationalsozialistischen Organisationen trug ihm auch nach seinem Tod erhebliche öffentliche Kritik ein, insbesondere weil er nach dem Krieg teilweise sogar als kritischer Beobachter und „Held“ hingestellt worden war.
Middendorffs Nachlass wird seit 1999/2000 im Staatsarchiv Freiburg aufbewahrt.

## Schriften (Auswahl)
- Die Jugendkriminalität nach dem Kriege. Vergleichende Studie aus Deutschland und der Schweiz. (Freiburg (Breisgau), Univ., Diss., 1951).
- Soziologie des Verbrechens. Erscheinungen und Wandlungen des asozialen Verhaltens. Eugen Diedrichs Verlag, Düsseldorf/Köln 1959.[7]
- Die Gewaltkriminalität in den USA. In: Zeitschrift für die gesamte Strafrechtswissenschaft. Bd. 81, Nr. 2, 1970. (Reprint. De Gruyter, Berlin 2019, ISBN 978-3-11-116837-1)
- Historische Kriminologie. In: Rudolf Sieverts, Hans J. Schneider (Hrsg.): Handwörterbuch der Kriminologie. Band 4: Ergänzungsband. De Gruyter, Berlin 1979, ISBN 3-11-008093-1, S. 142–186. Ebenda: Attentat. S. 157–168.
- Kriminologie der Tötungsdelikte. Boorberg, Stuttgart 1984, ISBN 3-415-01042-2.
- Badischer Pitaval. Kriminalfälle aus unserem Land. Kehrer, Freiburg im Breisgau 1985, ISBN 3-923937-40-7.
- Staatsstreiche in historischer und kriminologischer Sicht. Vortrag gehalten vor der Juristischen Gesellschaft zu Berlin am 10. Februar 1988. De Gruyter, Berlin 1988, ISBN 3-11-011771-1.
- Von Abraham Lincoln bis Melvin Belli. Amerikanische Strafverteidiger und ihre Prozesse. Vortrag, gehalten vor der Juristischen Gesellschaft zu Berlin am 15. Februar 1989. De Gruyter, Berlin 1989, ISBN 3-11-012236-7.

## Hörspiel
- Wolf Middendorff, Dorothea Middendorff: Der Fall Chillingworth. Recht und Rechtssprechung in den USA am Beispiel eines Sensationsprozesses aus dem Jahr 1961. Regie: Otto Düben. Bayerischer Rundfunk / RAI 1975, Erstsendung: 25. September 1975[8]